# Světlana Lavičková
Světlana Lavičková (*1956) je česká rozhlasová moderátorka, redaktorka a reportérka. 
Po složení maturitní zkoušky se přihlásila do konkurzu na programovou hlasatelku pro Český rozhlas Vltava a byla vybrána. Během zaměstnání dálkově vystudovala Fakultu žurnalistiky Univerzity Karlovy. Během 90. let působila dva roky v soukromé stanici Rio, aby se následně vrátila do Českého rozhlasu, kde moderovala pořad Motorevue. Dlouhá léta působila na stanici ČRO 2 - Praha, později Český rozhlas Dvojka, pro kterou připravovala a moderovala pořady Kontakt Dvojky, Káva o čtvrté, Noční mikrofórum, Dobré jitro, Výlety s Dvojkou, řadu dokumentů a mnoho dalších. Její hlas ze stanice zmizel v rámci velkých změn v roce 2019.
Světlana Lavičková v roce 1978 namluvila hlášení na lince A pražského metra. Její hlas mohou cestující slyšet stále a Lavičková je spolu s Evou Jurinovou v pražském metru nejdéle fungující hlasatelkou.